# Vladimír Bálek
Vladimír Bálek (ur. 8 marca 1981) – czeski piłkarz grający na pozycji napastnika.

## Kariera klubowa
Jako junior karierę rozpoczynał w Horní Měcholupy, grając tam od 1988 r. Balek był zawodnikiem tego klubu do 1993 r., kiedy przeszedł do Slavii. W popularnym czeskim klubie, Balek grał jako junior do 2001 r. W 2002 r. przeszedł na zawodowstwo, zostając zawodnikiem Slavii. Balek rozegrał tylko 2 mecze w podstawowym składzie i trafił na wypożyczenie do SFC Opava. W sezonach 2004/2005, 2005/2006 był wypożyczony do SC Xaverov, a w 2006 r. do Zenitu Čáslav. W 2007 r. został wykupiony przez Bohemians 1905 i rozegrał w tym sezonie 9 meczów w podstawowym składzie. W 2009 r. trafił na dwa krótkie wypożyczenia do Králův Dvů i Graffinu Vlašim. We Vlašimie rozegrał 16 spotkań, strzelając 13 bramek, co dało przedłużenie wypożyczenia przez klub o kolejny sezon. W sezonie 2010/2011 w ciągu 18 spotkań trafił zaledwie 3 razy do bramki rywali. W 2012 r. trafił na krótkie wypożyczenie do Viktorii Žižkov, rozgrywając tam 9 spotkań.